# Hedysarum petrovii
Hedysarum petrovii är en ärtväxtart som beskrevs av Gennady Pavlovich Yakovlev. Hedysarum petrovii ingår i släktet buskväpplingar, och familjen ärtväxter. Inga underarter finns listade i Catalogue of Life.